# Alexandre Le Siège
Alexandre Le Siège est un joueur d'échecs canadien né à Montréal le 18 août 1975.

## Biographie et carrière
Le Siège s'est souvent classé comme meilleur joueur au Canada  dans les catégories cadet, junior et senior. Champion du Canada à trois reprises : en 1992 (à seize ans), 1999 et 2001, il a obtenu le titre de grand maître international (GMI) en 1998 et a représenté le Canada à cinq Olympiades d'échecs : en 1992 et 1998 au deuxième échiquier, puis au premier échiquier en 2000 et 2002 et au troisième échiquier en 2016.
Il s'est retiré de la compétition à la fin de l'année 2004 mais a repris la compétition en 2015 en participant aux championnats individuels d'échecs de la Francophonie  à Montréal.

## Palmarès

### Compétitions de jeunes
- 1er au Québec, cadet, 1986
- 1er au Canada, cadet, 1987, 1988 et 1991
- 25e au mondial, cadet, 1987[4]
- 10e au championnat du monde cadet 1988[5]
- 1er au Québec, junior, 1988
- 10e au championnat du monde des moins de 14 ans, 1989
- 8e au championnat du monde, cadet, 1991
- 1er au Canada, junior, 1990, 1992 et 1993

### Compétitions adultes
- Champion du Canada adulte, 1992 (à seize ans), 1999 et 2001
- 1er à New York, 1993
- 1er à Warwick, 1993
- 3e au Canada, 1994 et 2002
- médaille d'argent au championnat panaméricain d'échecs 1998

### Championnats du monde
- 1993 : 69e au tournoi interzonal (5 / 11)
- Qualifié au championnat du monde de la FIDE 2000 : éliminé au deuxième tour par Vladislav Tkachiev
- Qualifié au championnat du monde de la FIDE 2001-2002 : éliminé au premier tour par Sergueï Chipov

### Olympiades
- Membre de l'équipe du Canada à l'Olympiade d'échecs de 1992 (2e échiquier) : 7 / 12
- Membre de l'équipe à l'Olympiade d'échecs de 1998 (2e échiquier) : 8 / 13
- Membre de l'équipe à l'Olympiade d'échecs de 2000  (1er échiquier) : 8 / 14
- Membre de l'équipe à l'Olympiade d'échecs de 2002  (1er échiquier) : 5 / 11[2]
- Membre de l'équipe à l'Olympiade d'échecs de 2016 (3e échiquier) : 4,5 / 8 (le Canada finit huitième de la compétition)[6]